# Nukata-gun
Nukata (jap. 額田郡, -gun) ist ein Landkreis in der Präfektur Aichi in Japan, der Anfang 2004 bis auf die Gemeinde Kōta mit der Stadt Okazaki fusionierte.

## Fusionsgeschichte nach dem Zweiten Weltkrieg
Der Kreis setzte sich nach Ende des Krieges aus folgenden Gemeinden zusammen:
- den Gemeinden (chō) Iwadsu 岩津町, Kōta 幸田町 und Fukuoka 福岡町 und
- den Dörfern (mura) Katano 形埜村, Kawai 河合村, Shimoyama 下山村, Tokiwa 常盤村, Toyotomi 豊富村, Fujikawa 藤川村, Miyazaki 宮崎村, Motojuku 本宿村, Yamanaka 山中村 und Ryūgai 竜谷村.

Es gab bereits nach dem Zweiten Weltkrieg Eingemeindungsbestrebungen der Stadt Okazaki, die Verhandlungen verliefen jedoch zunächst erfolglos.
- 1. April 1952 – Das Dorf Kōta erhält Gemeindestatus.
- 1. August 1956 – Das Dorf Toyosaka 豊坂村(Landkreis Hazu) in Kōta eingemeindet.
- 1. Februar 1955 – Die Gemeinden Iwadsu, Fukuoka sowie die Dörfer Motojuku, Yamanaka, Fujikawa, Ryūgai und Kawai werden von der Stadt Okazaki eingemeindet.
- 30. September 1956 – Die Dörfer Toyotomi, Miyazaki, Katano und Shimoyama schließen sich zur Gemeinde Nukata zusammen.
- 14. November 2003 – Kōta beschließt Teilnahme an Fusionsverhandlungen mit der Region Okazaki-Nukata.
- 1. Januar 2004 – Der Kreis Nukata geht mit Ausnahme Kōtas in der Stadt Okazaki auf.

## Gemeinden und Dörfer
Einziger verbliebener Ort im Landkreis ist Kōta mit einer Fläche von 56,78 km² und 34'893 Einwohnern (Stand 2004).